# 東海財務局

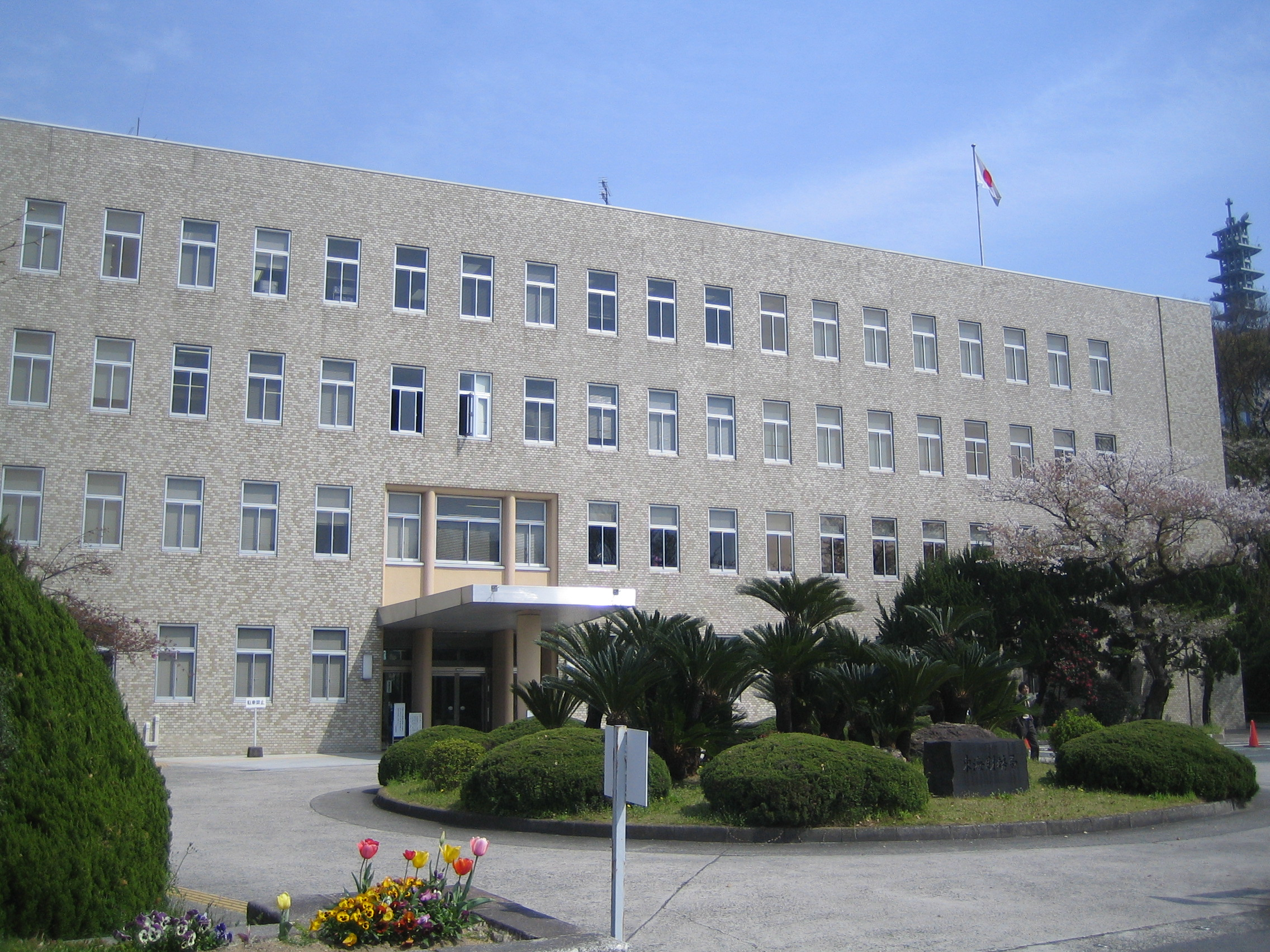
東海財務局（愛知縣名古屋市中區）

東海財務局（日语：／ Tōkai zaimukyoku */?）是位於日本愛知縣名古屋市中区的財務省地方支分部局。

## 所轄財務事務所和出張所
- 東海財務局本局
  - 岐阜財務事務所
  - 静岡財務事務所
    - 沼津出張所

  - 津財務事務所

## 外部連結
- 財務省東海財務局 （页面存档备份，存于）